# Вест-Маганой Тауншип (округ Скайлкілл, Пенсільванія)
Вест-Маганой Тауншип (англ. West Mahanoy Township) — селище (англ. township) в США, в окрузі Скайлкілл штату Пенсільванія. Населення — 2785 осіб (2020).

## Демографія
Згідно з переписом 2010 року, у селищі мешкали 2872 особи в 1226 домогосподарствах у складі 784 родин. Було 1499 помешкань
Расовий склад населення:
| - 97,1 % — білих - 0,5 % — чорних або афроамериканців - 0,2 % — азіатів - 1,5 % — осіб інших рас |

До двох чи більше рас належало 0,7 %. Частка іспаномовних становила 3,1 % від усіх жителів.
За віковим діапазоном населення розподілялося таким чином: 17,6 % — особи молодші 18 років, 62,2 % — особи у віці 18—64 років, 20,2 % — особи у віці 65 років та старші. Медіана віку мешканця становила 47,8 року. На 100 осіб жіночої статі у селищі припадало 102,4 чоловіків;  на 100 жінок у віці від 18 років та старших — 100,5 чоловіків також старших 18 років.
Середній дохід на одне домашнє господарство  становив 54 886 доларів США (медіана — 50 833), а середній дохід на одну сім'ю — 68 533 долари (медіана — 64 688). Медіана доходів становила 48 066 доларів для чоловіків та 44 697 доларів для жінок. За межею бідності перебувало 15,7 % осіб, у тому числі 19,2 % дітей у віці до 18 років та 10,5 % осіб у віці 65 років та старших.
Цивільне працевлаштоване населення становило 1196 осіб. Основні галузі зайнятості: освіта, охорона здоров'я та соціальна допомога — 37,3 %, виробництво — 11,7 %, роздрібна торгівля — 10,9 %.